# Tatort: Die Nacht der Kommissare
Die Nacht der Kommissare ist ein Fernsehfilm aus der Krimireihe Tatort. Der vom Südwestrundfunk produzierte Beitrag ist die 1241. Tatort-Episode und wurde am 18. Juni 2023 im SRF, im ORF und im Ersten ausgestrahlt. Das Stuttgarter Ermittlerduo Lannert und Bootz ermittelt in seinem 30. Fall.

## Handlung
Ein Menschenkopf wird aus dem Neckar gefischt. Er weist Bissverletzungen auf, die vermutlich von einem sehr großen Hund stammen, und außerdem Spuren regelmäßigen Kokain-Konsums. Der Tote wird als Boris Kellermann, Inhaber des Restaurants Der wilde Mann, identifiziert. Das erhärtet den Verdacht, dass dessen Etablissement ein Drogenumschlagplatz ist. Dort angelangt, stößt Kommissar Bootz unvermutet auf seinen Kollegen Lannert, der wohl auf eigene Faust ermittelt und möglicherweise Drogen gefunden, offenbar aber auch zu sich genommen hat. Wie es dazu kam, weiß er nicht und erinnert sich auch sonst an nichts, was im aktuellen Fall weiterhelfen könnte – nur vage daran, von einem bevorstehenden großen Deal gehört zu haben. 
Bootz geht dieser Spur nach. Lannert nimmt er mit – teils zu dessen Schutz, teils um seinem Erinnerungsvermögen auf die Sprünge zu helfen. Ein großer Deal scheint sich tatsächlich anzubahnen, als sie einem verdächtigen Duo aus dem Wilden Mann (Vizechef mit Partnerin) folgen, die auf einem einsamen Parkplatz von einem nicht minder suspekten Trio (Landwirt Bechtle mit Frau und erwachsenem Sohn) einen großen LKW übernehmen, im Austausch gegen eine vermutlich mit Geldscheinen gefüllte Tasche. Bootz setzt das Duo fest und lässt die Ladung des LKW durchsuchen. Mehr als Schnellkochtöpfe und Backsteine findet die Polizei jedoch nicht. Während der dritte Kommissar, Gerichtsmediziner Dr. Vogt, das Duo beschattet, beginnen sich Lannerts Erinnerungen zu lichten. Über das China-Restaurant Goldener Tiger führen diese schließlich zum Ort des Showdowns, dem Hof des Landwirts Bechtle.
Dorthin hat sich das Trio zurückgezogen. Das Gewehr im Anschlag, ist Beate Bechtle fest entschlossen, das erbeutete Geld – samt ihrem Traum von einem Neustart in ein schöneres Leben – an drei Fronten zu verteidigen: gegen das Duo, das ihren Hof belagert, gegen ihren Mann, der moralisch sauber bleiben will und die betrügerische Falschladung nur gebilligt hatte im Glauben, man wolle sie mit Falschgeld betrügen, und gegen die Kommissare mit dem wieder nüchternen Lannert, der sehr richtig vermutet, dass Schweine hier nur noch zur Tarnung gehalten werden – zugunsten einer heimlichen Tigerzucht. Im Verlauf der nächtlichen Fehde geraten alle einmal in Notlage, Beate Bechtle ausgenommen, die sogar ihre Beute verdoppelt, indem sie die echte LKW-Ladung an den Geschäftsführer des Goldenen Tiger (und Geschäftspartner ihrer Tigerzucht) losschlägt. Die Flucht vom Hof glückt ihr dank einer pfiffigen Idee ihres Sohnes, der damit zugleich ihr abfälliges Urteil über seine Intelligenz widerlegt. Während sie und ihr geläuterter Mann, beide eine mit Geld gefüllte Reisetasche in Händen, zum gebuchten Flieger nach Thailand eilen, schließen die drei Kommissare ihren Fall nach nur einer Nacht noch am Tatort mit dem Geständnis der Partnerin des Vizechefs vom Wilden Mann ab: Sie hatte Kellermann in einen Tigerkäfig gelockt und dort eingeschlossen.

## Hintergrund
Der Film wurde vom 7. April 2021 bis zum 12. Mai 2021 in Baden-Württemberg gedreht.
Es war die letzte Tatortfolge vor der Sommerpause 2023.

## Rezeption

### Kritiken
Die Filmkritiken namhafter überregionaler Tageszeitungen aus Deutschland, Österreich und der Schweiz beurteilen Die Nacht der Kommissare eindeutig positiv, einige sogar ohne jede Einschränkung. Claudia Tieschky (Süddeutsche Zeitung) beispielsweise lobt Drehbuchautor Wolfgang Stauch und Regisseurin Shirel Peleg dafür, vom normalerweise soliden Stuttgarter Tatort abzuweichen und in der 30. Folge auch einmal genussvoll aufzudrehen. Am meisten schätzt sie, dass die Entscheidung für eine Komödie nicht zu Lasten der Charaktere gegangen sei, „[so]dass bei allem Quatsch keine einzige Figur in der Lächerlichkeit landet. Sie werden alle ganz fein und sorgsam geliebt.“
Oliver Jungen (FAZ), der den Stil des Drehbuchs lustvoll adaptiert, erfindet für die außergewöhnlichen Zustände, in die das Duo Lannert/Bootz gerät, eigens Begriffe wie „Wandelkoma“ und „betreutes Ermitteln“. Den Darstellern sei anzumerken, dass sie „vermutlich froh darüber waren, endlich einmal anderes spielen zu dürfen als ‚Wo waren Sie am Mittwochabend?’“ Die „Krimigroteske“, so seine Zuordnung zu einem Subgenre, habe dennoch eine „vertrackte Handlung“ zu bieten, die sich „mit der Präzision einer Eieruhr“ entfalte. „Neunzig Minuten lang keinerlei Langeweile“, resümiert Jungen, „das gibt es gar nicht so oft.“
Als „Spaghetti-Western aus dem Schwabenland“ bezeichnet Christian Buß im Spiegel den 30. Stuttgarter Tatort und klassifiziert ihn als „B-Movie-Persiflage“, die sich „ironisch durch die Bahnhofskinoklassiker“ zitiere, „es aber zuweilen mit der Drolligkeit“ überziehe. Der SWR bemängelt, dass Timing und Logik gegen Ende hin eindeutige Schwächen aufwiesen, belässt es aber bei diesem Einwand und schließt seine Kritik mit dem lakonischen Dialog zwischen Bootz und Lannert, der auch den Film beendet und dem Zuschauer in komprimiertester Form Vorausschau und Rückblick anbietet: „‚Das machen wir aber jetzt nicht jedesmal so, Thorsten!?‘ – ‚Ich fand’s eigentlich ganz lustig.‘“
„Nicht nur du, Kommissar Lannert. Nicht nur du!“, bekennt Almuth Müller (taz) in Erwiderung des Schlusssatzes, den auch sie zitiert, und fasst zuvor ihr vorbehaltlos positives Urteil wie folgt zusammen: „Dieser letzte Tatort vor der Sommerpause ist ein wunderbar schräges Experiment. Schön verschrobene und vortrefflich gespielte Charaktere treffen hier mit herrlichen Dialogen aufeinander.“

### Einschaltquoten
Die Erstausstrahlung von Die Nacht der Kommissare am 18. Juni 2023 wurde in Deutschland von 6,7 Millionen Zuschauern gesehen und erreichte einen Marktanteil von 27,4 % für Das Erste.